# ルカ・アジッチ
ルカ・アジッチ（セルビア語: Лука Аџић, Luka Adžić、1998年9月17日 - ）は、セルビアのサッカー選手。ポジションはMFまたはFW。

## クラブ歴

### レッドスター・ベオグラード
ベオグラードに生まれ、6歳でレッドスター・ベオグラードの下部組織に加入。2015-16シーズンにトップチームに昇格。2016年初めに前十字靭帯を負傷、シーズンを棒に振った。しかし同年3月に3年契約を締結した。
翌シーズンは怪我から回復したが、シーズン前半はユースチームと行き来する生活であった。公式戦初出場はその最中の2016年10月26日のセルビア・カップでのホームゲームであった。セルビア・スーペルリーガ初出場は11月26日で、この試合で彼はスルジャン・プラヴシッチと交代で出場し得点を記録した。翌年2月25日の23節にも得点を記録。スターティングメンバーに初めて名を連ねたのは最終節であった。
2017-18シーズンはプレシーズンからトップチーム一本で、プレシーズン中にはクラブ有数の有望株と見られていた。背番号は11番に変更した。6月29日に行われたUEFAヨーロッパリーグ 2017-18 予選のフロリアーナFC戦でヒカルジーニョに代わって出場し、UEFA主催試合初出場。パルチザン・ベオグラードとのダービーに初出場したのはこのシーズンの8月27日で、スラヴォリュブ・スルニッチに代わって90分に投入された。10月11日のセルビア・カップでは直截フリーキックを決めた。またこの試合では他に2得点を決めてハットトリックを達成、この2得点はアレクサンダル・ペシッチのアシストがあっての得点であった。後半戦が始まった2018年2月17日にはリーグ戦で2得点目を記録。21日にもUEFAヨーロッパリーグ 2017-18 決勝トーナメントでPFC CSKAモスクワから得点を決めた。3月18日のリーグ戦でも直截フリーキックを決めた。4月25日の試合でもスラヴォリュブ・スルニッチに代わって出場し、1得点した他、エル・ファルドゥ・ベン・ナブアンの得点をアシスト、3-0の勝利に貢献した。しかし5月初めに爪先を負傷しシーズンを終えた。

### アンデルレヒト
レッドスター・ベオグラードとの契約延長を拒否した彼は、2018年5月初めにRSCアンデルレヒトから興味を示された。結果として2017-18シーズン終了後に移籍する事で5月23日に合意した。移籍金は80万ユーロと推定され、契約は4年で合意した。しかし2018-19シーズンは全く出場しなかった。

### エメン
2020年1月21日、シーズン終了までのレンタル移籍でFCエメンに加入することが発表された。

## 代表歴
2015年にU-18代表に招集され出場した。2016年から2017年にかけてU-19代表で出場した。2017年2月21日のブルガリアU-19代表戦で年代別代表初得点。U-21代表には2017年8月から招集された。9月1日のジブラルタルU-21代表戦でアレクサンダル・メサロヴィッチに代わって80分に投入され、U-21代表初出場。

## 私生活
父のイヴァン・アジッチもサッカー選手。祖父のシャバン・シャウリッチは歌手。